# Samyr Hamoudi
Samyr Hamoudi, né le 28 novembre 1976 à Épinay-sur-Seine, est un joueur français de football américain devenu journaliste sportif. Joueur professionnel en NFL Europe de 1999 à 2003.

## Biographie

### Carrière
Samyr Hamoudi est formé au Flash de La Courneuve, il débute en tant que junior. En 1993 il dispute la finale face aux Argonautes d'Aix-en-Provence.
En 1999 il est appelé en tant que joueur national en NFL Europe par Dragons de Barcelone. Avec Barcelone il joue le Worldbowl VII en 1999 défaite face au Rhein Fire et le Worldbowl IX en 2001 défaite face au Berlin Thunder.

### Journaliste
Depuis 2002, Samyr Hamoudi est journaliste sportif. Il a longtemps collaboré au service des sports de Canal+ où il commentait la NFL mais également la NBA et les compétitions d'athlétisme. Il a aussi réalisé de nombreux documentaires pour l'émission Intérieur Sport. En 2011, Samyr Hamoudi remplace Thomas Desson à la présentation des combats de l'Ultimate Fighting Championship qu'il commente avec Vincent Parisi sur RTL9.
Depuis 2012, Samyr Hamoudi est journaliste à beIN Sports et commente les matchs de la NFL, de la NBA ainsi que la Ligue de diamant d'athlétisme.
Il a quitté beIn Sports le 15 mars 2017 pour rejoindre SFR Sport.

## Statistiques NFL Europa
Pour les placages et interceptions, ne prend en compte que les statistiques en escouade défensive.
| 1999   | 1   | 1  | 0  | 0 | 0 | 0 | 0  | 0    | 0 | - | - | -   | - |
| 2000   | 24  | 22 | 2  | 0 | 0 | 3 | 56 | 18,7 | 1 | - | - | -   | - |
| 2001   | 24  | 17 | 7  | 0 | 0 | 4 | 35 | 8,8  | 0 | 1 | 3 | 3,0 | 0 |
| 2002   | 27  | 20 | 7  | 0 | 0 | 2 | 8  | 4,0  | 0 | - | - | -   | - |
| 2003   | 24  | 18 | 6  | 0 | 0 | 0 | 0  | 0    | 0 | - | - | -   | - |
| Totaux | 100 | 78 | 22 | 0 | 0 | 9 | 99 | 11,0 | 1 | 1 | 3 | 3.0 | 0 |

## Palmarès
Compétition, trophée (nombre de trophées remportés dans la compétition).

### Trophées amateurs
- Championnat de France élite, Casque de diamant (9) : 1997, 2000, 2003, 2005, 2006, 2007, 2008, 2009, 2011
- Coupe d’Europe, FED Cup (1) : 1997

### Honneurs
- NFL Europe 2000 National Defensif Player of the Year[8]
- NFL Europe Joueur national de la 5e journée 2000[8]
- NFL Europe Joueur national de la 9e journée 2001[9]
- NFL Europe Joueur national de la 5e journée 2002[10]